# Pantelefoon
De pantelefoon is een uitvinding van de Belgische uitvinder Léon de Locht-Labye. Dit soort telefoon werd uitgevonden eind 1879.
In 1876 had Alexander Graham Bell een patent aangevraagd voor zijn telefoon. Dit was zo ruim dat velen er niet in slaagden om zonder inbreuk te plegen op dit patent een nieuw toestel te maken. Bell heeft meer dan 600 rechtszaken gewonnen.
De Locht-Labye zocht naar een oplossing om dit patent te omzeilen en om het grootste nadeel van Bells telefoon te verbeteren: de slechte gevoeligheid. Hij deed dit door naar een ander diafragma te zoeken, een groter.
Hij gebruikte hiervoor een stuk kurk, mica of metalen membraan van ongeveer 15 cm groot. Hierop stond een arm met daaraan een stukje koolstof. Hij gebruikte ook een inductiespoel om te grote schommelingen op te vangen. De voorkant van zijn telefoon bestond uit stof zodat de geluidsgolven op het diafragma konden vallen. De gevoeligheid was meer dan 20 meter en kon via een enkele draad over enkele kilometers verdergaan. Dit is opmerkelijk beter dan Bells telefoon.
Er werden slechts enkele toestellen van gemaakt, omdat er gebruik werd gemaakt van een Berliners metaalcontactpunt en dit een inbreuk op een ander patent kon zijn. Dit toestel werd gebruikt in mijnen in België en verkocht in Zuid-Amerika.